# Maoutia rugosa
Maoutia rugosa är en nässelväxtart som beskrevs av Otto Warburg. Maoutia rugosa ingår i släktet Maoutia och familjen nässelväxter. Inga underarter finns listade i Catalogue of Life.